# Plectris validior
Plectris validior är en skalbaggsart som beskrevs av Hermann Burmeister 1855. Plectris validior ingår i släktet Plectris och familjen Melolonthidae. Inga underarter finns listade i Catalogue of Life.